# 엔뷰
엔뷰(Nvu)는 모질라 스위트와 게코 1.7의 컴포저 구성 요소를 기반으로 하는 위지윅 HTML 편집기이다. 리눅스용 위지윅 에디터로 흔히 쓰이지만 마이크로소프트 프론트페이지와 어도비 드림위버와 같은 상용 소프트웨어를 대체하는 오픈 소스 기반으로 고안되었다. 위지윅 에디터이기 때문에 HTML이나 CSS와 같은 언어를 잘 모르는 초보자들이 사용하기 쉽다.
엔뷰는 리눅스, 맥 오에스 텐, 마이크로소프트 윈도우용으로 개발되어 있으며, 넷스케이프 포터블 런타임을 사용하여 어느 운영체제에서나 성공적으로 컴파일하여 빌드할 수 있다.
2004년 2월 4일에 0.1 버전으로 처음 개발되어, 현재 최신 버전은 2005년 7월 28일자의 1.0이다.

## 표준 준수

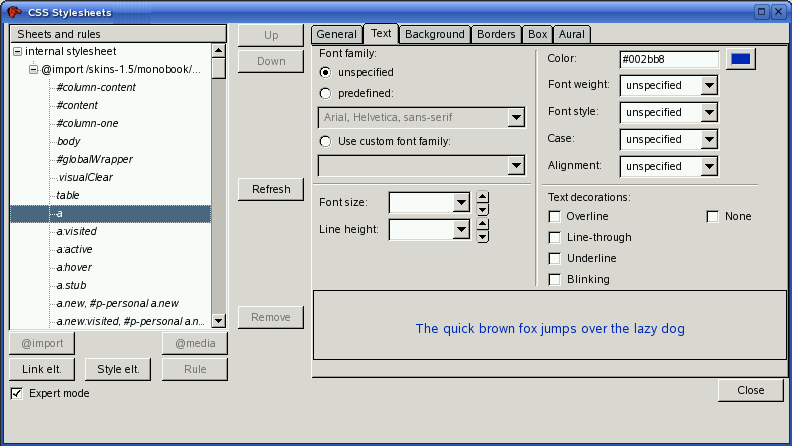
엔뷰 CSS 편집기

엔뷰는 W3C의 웹 표준을 따른다. 기본적으로 페이지는 전통적인 HTML 4.01 방식으로 만들어지며 스타일을 위해 CSS를 사용할 수 있다. 그러나 사용자는 다음의 설정을 바꿀 옵션이 주어진다.
- 엄격하고 전통적인 DTD
- HTML 4.01 및 XHTML 1.0
- CSS 스타일 또는 스타일 기반의 오래된 <font>.

응용 프로그램은 내장 HTML 유효성 검사 프로그램이 내장되어 있으며 W3C의 HTML 유효성 검사 프로그램에 페이지를 올려서 호환성을 점검할 수 있다. ".htm"을 맨 끝에 추가하면 아이프레임의 SRC 속성을 망가뜨리는 버그가 있다는 보고가 있다.

## 인터페이스
기본적으로 창의 위에는 메뉴와 도구모음이, 왼쪽에는 사이트 관리자, 오른쪽에는 편집창으로 나뉘어 있다. 오른쪽에 있는 편집창에는 다음과 같은 메뉴들이 구성되어 있다.
- Normal (일반) : 사용자가 직접 홈페이지를 꾸밀 수 있는 위지윅 편집 창.
- HTML Tags (HTML 태그) : Normal 창의 모습에 태그를 함께 보여 주는 창. 노란색으로 보여 주므로 가독성이 좋고, 홈페이지의 구성을 쉽게 파악할 수 있음.
- Source (소스) : 홈페이지 안의 HTML 소스를 알아 볼 수 있는 창.
- Preview (미리 보기): 홈페이지가 어떻게 이루어져 있는지 미리 볼 수 있는 창

## 개발
2005년 6월에 수많은 변경 사항과 더불어 모질라 컴포저의 소스 코드로 병합할 것을 처음 계획하였다. 그 뒤 모질라 제품군의 개발을 중단되었으며, 이때 아무도 엔뷰 코드를 컴포저로 되돌리며 병합하지 않았다.
2006년에 다니엘 글라즈만이 공식적인 엔뷰 개발을 중단했으며 엔뷰에 이어 모질라 컴포저 프로젝트의 컴포저를 개발하고 있다고 발언하였다.
2008년 9월 Daniel Glazman은 모질라 게코와 XULRunner 기반의 새로운 위지위그 HTML 편집기인 BlueGriffon을 발표하였다.

## 공개된 버전
- 0.1 버전 (2004년 2월 4일)
- 0.20 버전 (2004년 3월 25일)
- 0.3 버전 (2004년 6월 11일)
- 0.4 버전 (2004년 8월 10일)
- 0.5 버전 (2004년 10월 6일)
- 0.6 (1.0b) 미리 보기 버전 (2004년 11월 26일)
- 0.7 (1.0b2) 미리 보기 버전 (2005년 1월 6일)
- 0.8 (1.0b3) 미리 보기 버전 (2005년 2월 2일)
- 0.81 미리 보기 버전 (2005년 2월 9일)
- 0.90RC1 버전 (2005년 3월 4일)
- 0.90 버전 (2005년 3월 11일)
- 1.0PR 버전 (2005년 4월 5일)
- 1.0 버전 (2005년 6월 29일)[4]

## 같이 보기
- 모질라 컴포저

## 참고
1. ↑  “Nvu Download Page”. 2005년 6월 30일에 원본 문서에서 보존된 문서.
2. ↑  “Nvu Download Page”. 2005년 4월 15일에 원본 문서에서 보존된 문서.
3. ↑  “BlueGriffon Announcement”. 2008년 12월 20일에 원본 문서에서 보존된 문서. 2017년 7월 15일에 확인함.
4. ↑  출시 역사